# Sudestada
La sudestada es un fenómeno meteorológico común en una extensa región del Río de la Plata de vientos fríos del sur al cuadrante del sureste, que satura las masas de aire polar con humedad. 
Si el viento se mantiene durante varios días y, dado que el eje del Río de la Plata es coincidente con la dirección del viento, el arrastre del viento sobre las aguas del río interfiere con el normal desagüe del Río de la Plata, lo que produce el aumento del nivel del mismo sobre la costa argentina y dificulta el drenaje de cauces menores. Se producen frecuentes inundaciones en áreas costeras pobladas del Uruguay y de la Argentina, como: en el Delta del Paraná, los municipios bonaerenses de Avellaneda, Quilmes, Tigre y aledaños, así como en la zona ribereña de la Ciudad Autónoma de Buenos Aires (como el barrio porteño de La Boca, situado en la Comuna 4). Esta situación se agrava si en el Río de la Plata Exterior se producen mareas anormales o de sizigia.
La alineación del río con el viento también da lugar a fuertes oleajes, que hacen peligrosa la navegación deportiva, e incluso la comercial.
La sudestada afecta principalmente a la zona litoral. Si bien puede ocurrir en cualquier época del año, es común en entre los meses de abril y diciembre, más frecuentemente y con más intensidad entre julio y octubre.
Debido a las copiosas precipitaciones que produce el viento húmedo llamado sudestada, en la zona rioplatense es común la frase rimada: "viento del este, lluvia como peste."
Usualmente, la sudestada suele terminar cuando el viento rota al cuadrante sudoeste, siendo reemplazada por el Pampero, un viento intenso, frío y seco, que despeja la humedad y nubosidad acumuladas, y ayuda a drenar el Río de la Plata.

## Tipos de sudestada

### Sudestada de buen tiempo
Si bien popularmente se cree que las sudestadas vienen acompañadas por mal tiempo e intensas precipitaciones que duran varios días, la realidad es que las sudestadas más comunes son las de buen tiempo, es decir, aquellas que no vienen acompañadas de lluvias y que solamente suelen producir un aumento de la nubosidad baja. Este tipo de sudestadas suele producirse tras el pasaje de un frente frío, cuando un anticiclón (que se denomina postfrontal) se posiciona sobre el sur de la Provincia de Buenos Aires o la Costa Atlántica Bonaerense, produciendo vientos del cuadrante este y sudeste sobre el Río de La Plata producto del giro en sentido antihorario del sistema (léase efecto Coriolis). Como ya se dijo, la poca nubosidad que acompaña a esta sudestada es de nivel bajo (stratocumulus, stratus, cumulus humilis o cumulus fractus) debido al ingreso de humedad desde el océano Atlántico.

### Sudestada de mal tiempo
Esta es la sudestada más conocida por el público general y la que más consecuencias trae a nivel hídrico sobre las costas del Río de La Plata. Se produce cuando un anticiclón se estaciona sobre el norte de la Patagonia o el mar Argentino durante más de 3 días, y a la vez cuando una ciclogénesis se desarrolla sobre la región del Litoral. Esta configuración de sistemas produce vientos persistentes del cuadrante sudeste sobre el Río de La Plata, los cuales se intensifican más cuando el ciclón extratropical se profundiza e incrementa el gradiente de presión horizontal. Las lluvias y lloviznas que acompañan a este evento suelen ser persistentes y de origen estratiforme, aunque en ciertas ocasiones también pueden producirse lluvias convectivas y tormentas. Esta situación de sudestada generalmente concluye cuando el ciclón formado se desplaza hacia el océano Atlántico, y los vientos suelen rotar al sector sur-sudoeste (conocido comúnmente como viento Pampero) trayendo aire más seco de procedencia continental.